# Mestá
Pour les articles homonymes, voir Mesta (homonyme).
Mestá, en grec moderne : Μεστά, est une localité de l'île de Chios, en Égée-Septentrionale, Grèce.
Selon le recensement de 2011, la population de la localité compte 337 habitants.